# Kak ti stoi
Kak ti stoi è un singolo della cantante bulgara Preslava, pubblicato il 1º gennaio 2011 come estratto dall'album omonimo.

## Descrizione
Il brano è il primo lavoro con il famoso compositore rumeno Costi Ioniță.